# Orges Shehi
Orges Shehi (ur. 20 września 1977 w Durrës) – były albański piłkarz grający na pozycji bramkarza. 

## Kariera klubowa
Karierę piłkarską Shehi rozpoczął w klubie Teuta Durrës. W sezonie 1994/1995 zadebiutował w jego barwach w pierwszej lidze albańskiej. W sezonie 1998/1999 został wypożyczony do Bylisu Ballsh. W sezonie 1999/2000 zdobył z Teutą Puchar Albanii. W Teucie grał do końca sezonu 2003/2004.
W 2004 roku Shehi został zawodnikiem Vllaznii Szkodra. W 2005 roku przeszedł do Partizani Tirana, w którym grał do 2009 roku.
Latem 2009 roku Shehi został piłkarzem Besy Kawaja, w której zadebiutował 23 sierpnia 2009 w wygranym 2:0 domowym meczu z Vllaznią Szkodra. W sezonie 2009/2010 sięgnął z Besą po krajowy puchar.
W 2010 roku Shehi przeszedł do Skënderbeu Korcza. Swój debiut w nim zaliczył 23 sierpnia 2010 w wygranym 2:0 wyjazdowym spotkaniu z Besą Kawaja. W sezonach 2010/2011, 2011/2012 i 2012/2013 wywalczył ze Skënderbeu trzy tytuły mistrza Albanii.
| Sezon   | Klub              | Kraj    | Rozgrywki           | Mecze | Bramki |
| ------- | ----------------- | ------- | ------------------- | ----- | ------ |
| 1994/95 | Teuta Durrës      | Albania | Kategoria Superiore | 1     | 0      |
| 1995/96 | Teuta Durrës      | Albania | Kategoria Superiore | 0     | 0      |
| 1996/97 | Teuta Durrës      | Albania | Kategoria Superiore | 9     | 0      |
| 1997/98 | Teuta Durrës      | Albania | Kategoria Superiore | 32    | 0      |
| 1998/99 | Bylis Ballsh      | Albania | Kategoria Superiore | 29    | 0      |
| 1999/00 | Teuta Durrës      | Albania | Kategoria Superiore | 26    | 0      |
| 2000/01 | Teuta Durrës      | Albania | Kategoria Superiore | 25    | 0      |
| 2001/02 | Teuta Durrës      | Albania | Kategoria Superiore | 23    | 0      |
| 2002/03 | Teuta Durrës      | Albania | Kategoria Superiore | 25    | 0      |
| 2003/04 | Teuta Durrës      | Albania | Kategoria Superiore | 27    | 0      |
| 2004/05 | Vllaznia Szkodra  | Albania | Kategoria Superiore | 34    | 0      |
| 2005/06 | Vllaznia Szkodra  | Albania | Kategoria Superiore | 5     | 0      |
| 2005/06 | Partizani Tirana  | Albania | Kategoria Superiore | 24    | 0      |
| 2006/07 | Partizani Tirana  | Albania | Kategoria Superiore | 32    | 0      |
| 2007/08 | Partizani Tirana  | Albania | Kategoria Superiore | 33    | 0      |
| 2008/09 | Partizani Tirana  | Albania | Kategoria Superiore | 32    | 0      |
| 2009/10 | KS Besa           | Albania | Kategoria Superiore | 31    | 0      |
| 2010/11 | Skënderbeu Korcza | Albania | Kategoria Superiore | 33    | 0      |
| 2011/12 | Skënderbeu Korcza | Albania | Kategoria Superiore | 25    | 0      |
| 2012/13 | Skënderbeu Korcza | Albania | Kategoria Superiore | 26    | 0      |

## Kariera reprezentacyjna
W reprezentacji Albanii Shehi zadebiutował 17 listopada 2010 roku w zremisowanym 0:0 towarzyskim meczu z Macedonią, rozegranym w Korczy.